# Poțiunea dragostei
„Poțiunea dragostei” (titlu original: „Mudd's Passion”) este al 10-lea episod din primul sezon al serialului TV american științifico-fantastic Star Trek: Seria animată. A avut premiera la 10 noiembrie 1973 pe canalul NBC.
Episodul a fost regizat de  Hal Sutherland după un scenariu de Stephen Kandel.

## Prezentare
Harry Mudd, un negustor fără scrupule, furișează la bordul navei USS Enterprise o poțiune de iubire. Primii afectați de această licoare sunt infirmiera Chapell și, extraordinar!, domnul Spock.

## Rezumat
USS Enterprise primește ordine de la Federație să-l aresteze pe Harry Mudd. Acesta este acuzat că vinde cristale care provoacă o dragoste falsă. Harry este găsit pe colonie minieră din sistemul Motherlode și este adus la bordul navei Enterprise. 
Alte episoade cu  Mudd: "I, Mudd", "Mudd's Women" (seria originală).